# Радиотелескоп

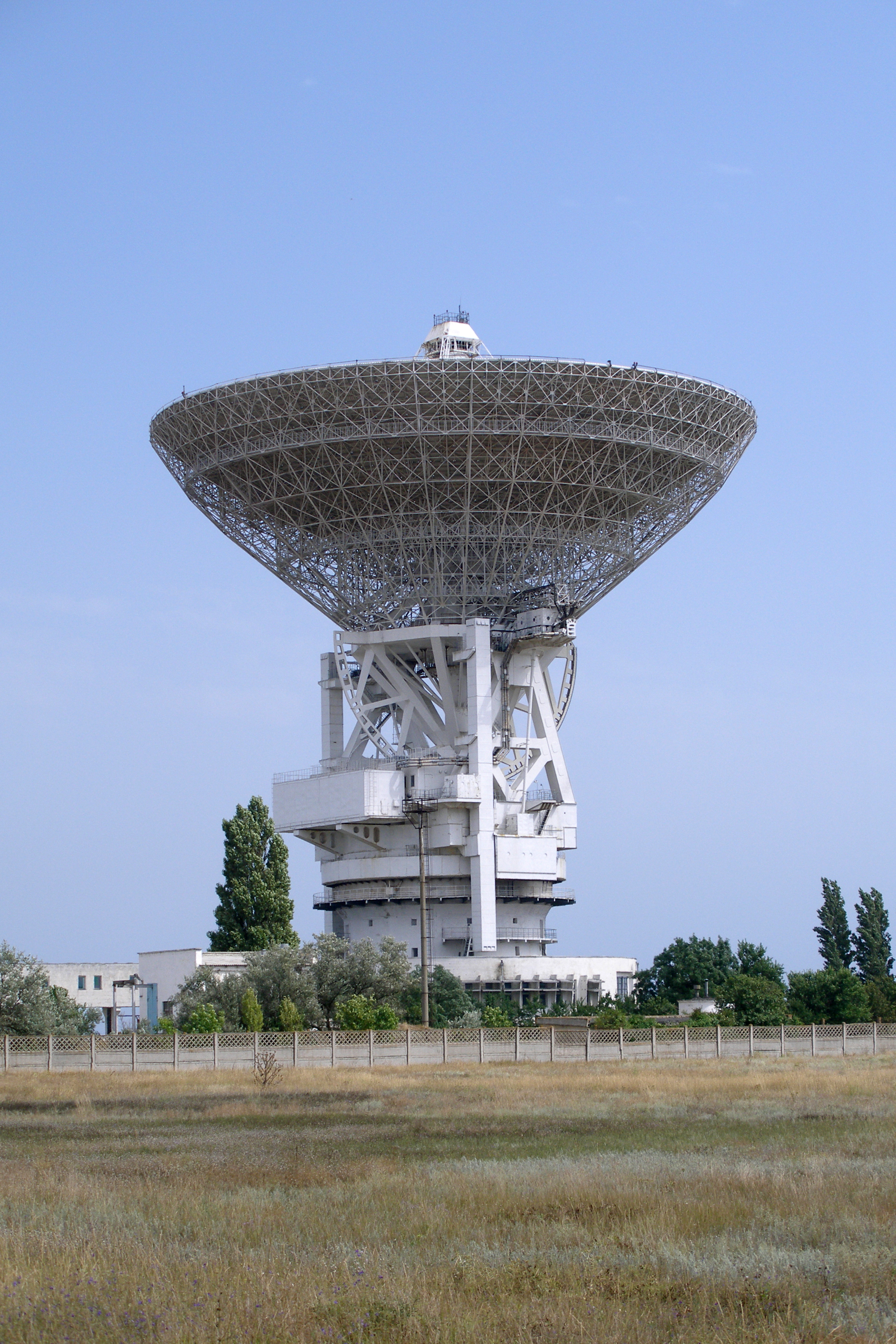
Радиотелескоп РТ-70
Центр дальней космической связи (ЦДКС).
Крым

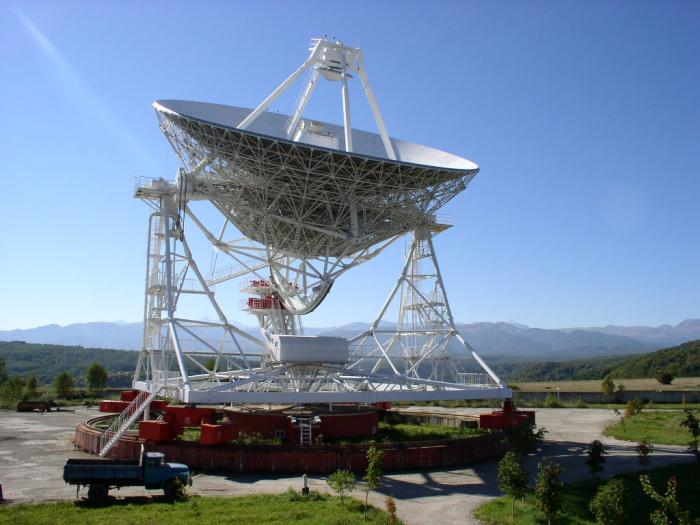
Радиотелескоп РТФ-32
Обсерватория «Зеленчукская»
Северный Кавказ

Радиотелеско́п — астрономический инструмент для приёма радиоизлучения небесных объектов (в Солнечной системе, Галактике и Метагалактике) и исследования их характеристик, таких как: координаты, пространственная структура, интенсивность излучения, спектр и поляризация.
По диапазону частот радиотелескоп занимает начальное положение среди астрономических инструментов для исследования электромагнитного излучения (более высокочастотными являются телескопы теплового, видимого, ультрафиолетового, рентгеновского и гамма-излучения).
Радиотелескопы располагают, как правило, далеко от главных населённых пунктов, чтобы максимально уменьшить электромагнитные помехи от вещательных радиостанций, телевидения, радаров и других излучающих устройств. Размещение радиообсерватории в долине или низине ещё лучше защищает её от влияния техногенных электромагнитных шумов.

## Устройство
Радиотелескоп состоит из двух основных элементов: антенного устройства и очень чувствительного приёмного устройства — радиометра. Радиометр усиливает принятое антенной радиоизлучение и преобразует его в форму, удобную для регистрации и обработки.
Конструкции антенн радиотелескопов отличаются большим разнообразием, что обусловлено очень широким диапазоном длин волн, используемых в радиоастрономии (от 0,1 мм до 1000 м). Антенны радиотелескопов, принимающих мм, см, дм и метровые волны, чаще всего представляют собой параболические отражатели, подобные зеркалам обычных оптических рефлекторов. В фокусе параболоида устанавливается облучатель — устройство, собирающее радиоизлучение, которое направляется на него зеркалом. Облучатель передаёт принятую энергию на вход радиометра, и, после усиления и детектирования, сигнал регистрируется на ленте самопишущего электроизмерительного прибора. На современных радиотелескопах аналоговый сигнал с выхода радиометра преобразуется в цифровой и записывается на жёсткий диск в виде одного или нескольких файлов.
Для калибровки полученных измерений (приведения их к абсолютным значениям плотности потока излучения) ко входу радиометра вместо антенны подключается генератор шума известной мощности:535.
В зависимости от конструкции антенны и методики наблюдений, радиотелескоп может либо заранее наводиться на заданную точку небесной сферы (через которую вследствие суточного вращения Земли пройдёт наблюдаемый объект), либо работать в режиме слежения за объектом.
Для направления антенн в исследуемую область неба их устанавливают обычно на альт-азимутальных монтировках, обеспечивающих повороты по азимуту и высоте (полноповоротные антенны). Существуют также антенны, допускающие лишь ограниченные повороты, и даже полностью неподвижные. Направление приёма в антеннах последнего типа (обычно очень большого размера) достигается путём перемещения облучателей, которые воспринимают отражённое от антенны радиоизлучение.

## Принцип работы
Принцип работы радиотелескопа больше схож с принципом работы фотометра, нежели оптического телескопа. Радиотелескоп не может строить изображение непосредственно, он лишь измеряет энергию излучения, приходящего с направления, в котором «смотрит» телескоп. Таким образом, чтобы получить изображение протяженного источника, радиотелескоп должен промерить его яркость в каждой точке.
Ввиду дифракции радиоволн на апертуре телескопа измерение направления на точечный источник происходит с некоторой ошибкой, которая определяется диаграммой направленности антенны и накладывает фундаментальное ограничение на разрешающую способность инструмента:
{\displaystyle \theta _{min}={\frac {\lambda }{D}}},
где {\displaystyle \lambda } — длина волны, {\displaystyle D} — диаметр апертуры. Высокая разрешающая способность позволяет наблюдать более мелкие пространственные детали исследуемых объектов. Чтобы улучшить разрешающую способность, нужно либо уменьшить длину волны, либо увеличить апертуру. Однако использование малых длин волн повышает требования к качеству поверхности зеркала (см. критерий Рэлея). Поэтому обычно идут по пути увеличения апертуры. Увеличение апертуры также позволяет улучшить ещё одну важную характеристику — чувствительность. Радиотелескоп должен обладать высокой чувствительностью, чтобы обеспечить надёжную регистрацию как можно более слабых источников. Чувствительность определяется уровнем флуктуаций плотности потока {\displaystyle \Delta P}:
{\displaystyle \Delta P={\frac {P}{S_{A}{\sqrt {\Delta ft}}}}},
где {\displaystyle P} — мощность собственных шумов радиотелескопа, {\displaystyle S_{A}} — эффективная площадь антенны, {\displaystyle \Delta f} — полоса частот и {\displaystyle t} — время накопления сигнала. Для повышения чувствительности радиотелескопов увеличивают их собирающую поверхность и применяют малошумящие приёмники и усилители на основе мазеров, параметрических усилителей и так далее.

### Радиоинтерферометры
Помимо увеличения апертуры, существует ещё один способ увеличить разрешающую способность (или сузить диаграмму направленности). Если взять две антенны, расположенных на расстоянии {\displaystyle d} (база) друг от друга, то сигнал от источника до одной из них будет приходить чуть раньше, чем до другой. Если затем сигналы с двух антенн проинтерферировать, то из результирующего сигнала с помощью специальной математической процедуры редукции можно будет восстановить информацию об источнике с эффективным разрешением {\displaystyle \lambda /d}. Такая процедура редукции называется апертурным синтезом.
Интерференция может проводиться как аппаратно, путём подачи сигнала по кабелям и волноводам в общий смеситель, так и на ЭВМ с предварительно оцифрованными по меткам точного времени и сохраненными на носитель сигналами. Современные технические средства позволили создать систему РСДБ, которая включает в себя телескопы расположенные на разных материках и разнесенные на несколько тысяч километров.

## Первые радиотелескопы

### Начало — Карл Янский

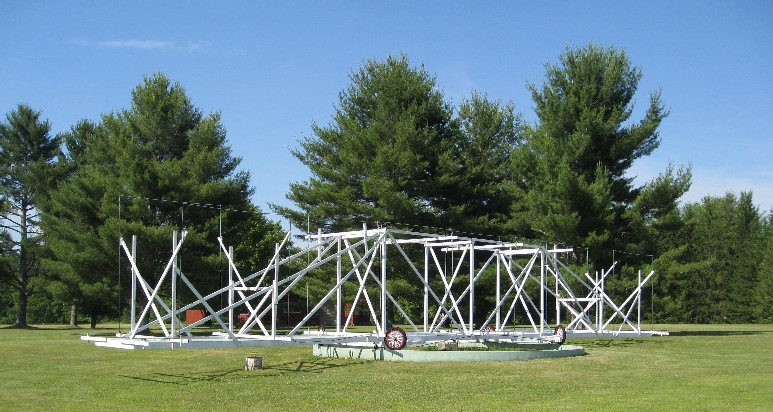
Копия радиотелескопа Янского

История радиотелескопов берёт своё начало в 1931 году, с экспериментов Карла Янского на полигоне фирмы Bell Telephone Labs. Для исследования направления прихода грозовых помех он построил вертикально поляризованную однонаправленную антенну типа полотна Брюса. Размеры конструкции составляли 30,5 м в длину и 3,7 м в высоту. Работа велась на волне 14,6 м (20,5 МГц). Антенна была соединена с чувствительным приёмником, на выходе которого стоял самописец с большой постоянной времени.

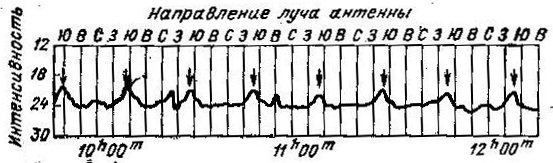
Запись излучений, полученная Янским 24 февраля 1932 года. Максимумы (стрелки) повторяются через 20 мин. — период полного оборота антенны.

В декабре 1932 году Янский уже сообщал о первых результатах, полученных на своей установке. В статье сообщалось об обнаружении «… постоянного шипения неизвестного происхождения», которое «… трудно отличить от шипения, вызываемого шумами самой аппаратуры. Направление прихода шипящих помех меняется постепенно в течение дня, делая полный оборот за 24 часа». В двух своих следующих работах, в октябре 1933 года и октябре 1935 года, постепенно пришёл к заключению, что источником его новых помех является центральная область нашей галактики, причём наибольший отклик получается, когда антенна направлена на центр Млечного Пути.
Янский сознавал, что прогресс в радиоастрономии потребует антенн больших размеров с более острыми диаграммами, которые должны быть легко ориентируемы в различных направлениях. Он сам предложил конструкцию параболической антенны с зеркалом 30,5 м в диаметре для работы на метровых волнах. Однако его предложение не получило поддержки в США.

### Второе рождение — Гроут Ребер

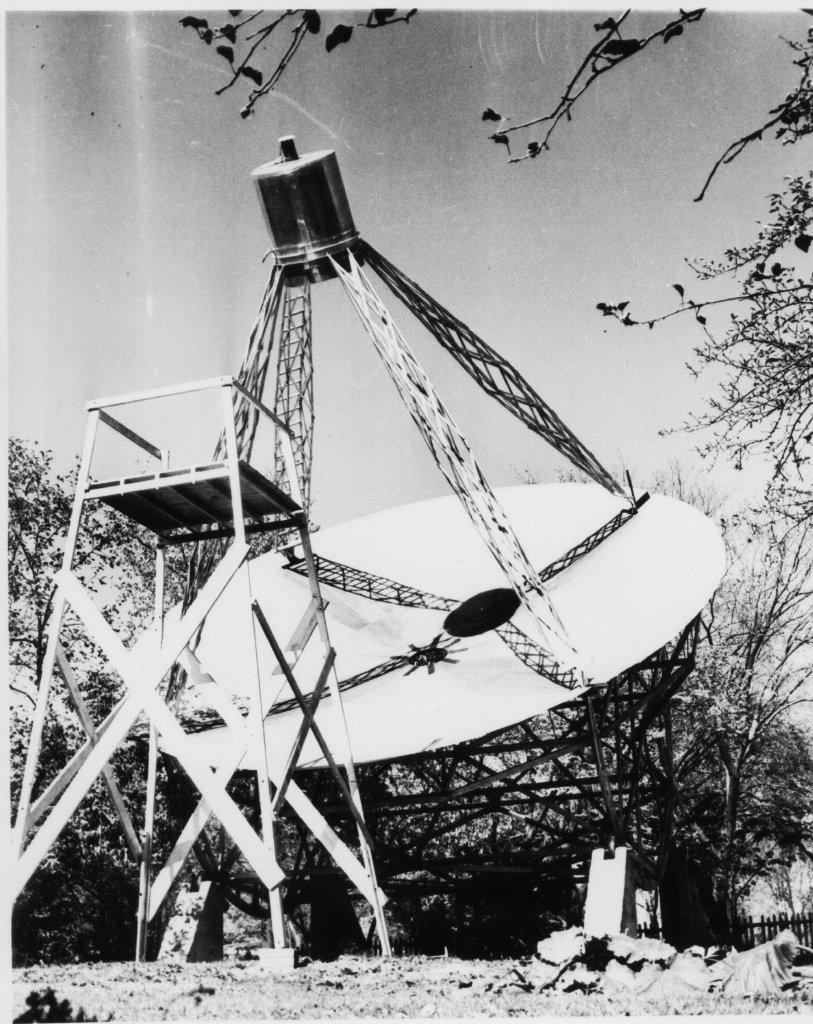
Меридианный радиотелескоп Гроута Ребера

В 1937 году Гроут Ребер, радиоинженер из Уэтона (США, штат Иллинойс), заинтересовался работой Янского и сконструировал на заднем дворе дома своих родителей антенну с параболическим рефлектором диаметром 9,5 м. Эта антенна имела меридианную монтировку, то есть была управляема лишь по углу места, а изменение положения лепестка диаграммы по прямому восхождению достигалось за счёт вращения Земли. Антенна Ребера была меньше, чем у Янского, но работала на более коротких волнах, и её диаграмма направленности была значительно острее. У антенны Ребера луч имел коническую форму с шириной 12° по уровню половинной мощности, в то время как у луча антенны Янского была веерообразная форма шириной 30° по уровню половинной мощности в наиболее узком сечении.
Весной 1939 года Ребер обнаружил на волне 1,87 м (160 МГц) излучение с заметной концентрацией в плоскости Галактики и опубликовал некоторые результаты.

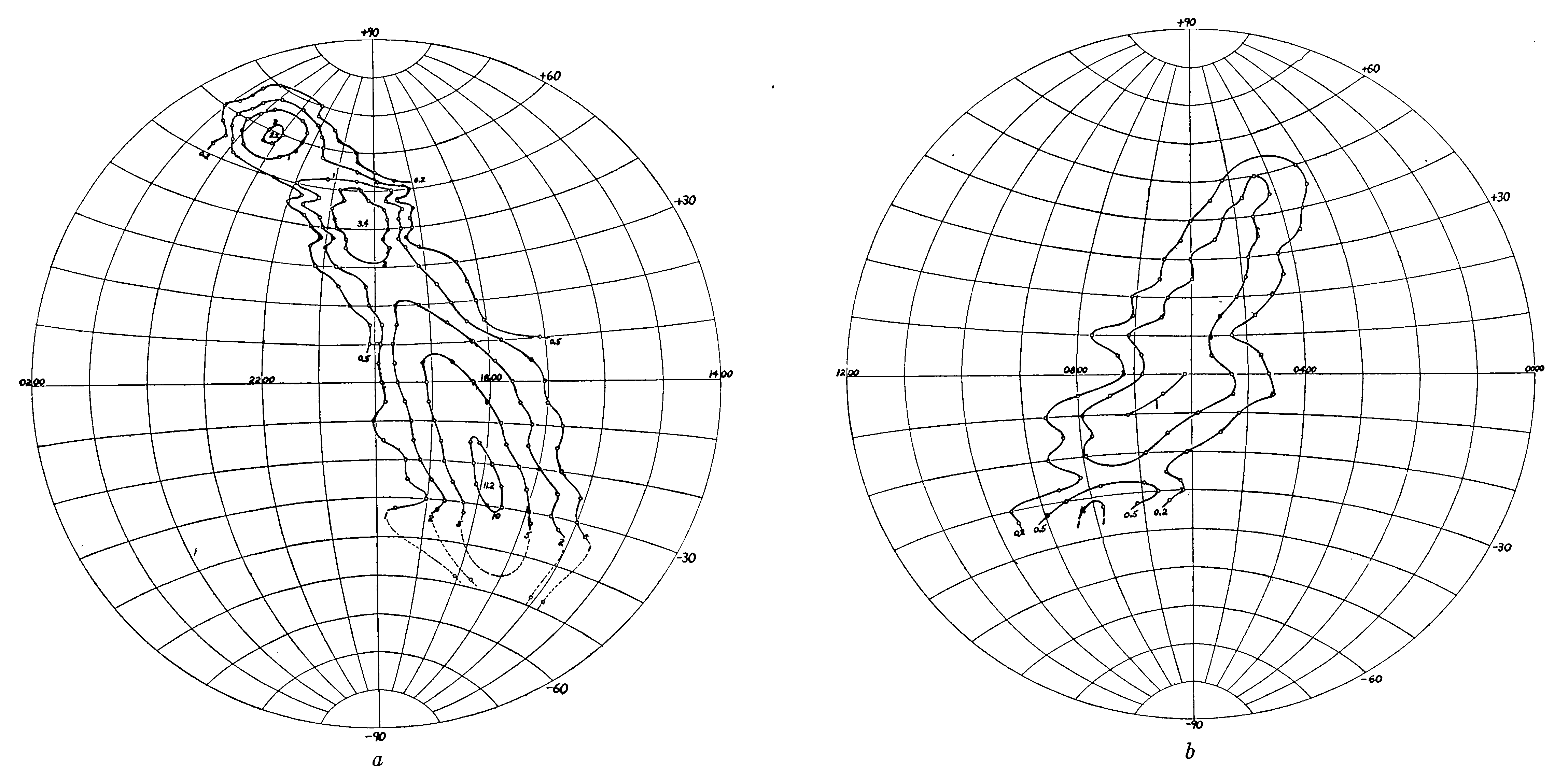
Радиокарта небосвода, полученная Гроутом Ребером в 1944 году

Совершенствуя свою аппаратуру, Ребер предпринял систематический обзор неба и в 1944 году опубликовал первые радиокарты небосвода на волне 1,87 м. На картах отчётливо видны центральные области Млечного Пути и яркие радиоисточники в созвездии Стрельца, Лебедь A, Кассиопея A, Большого Пса и Кормы. Карты Ребера достаточно хороши даже по сравнению с современными картами метровых длин волн.
После Второй мировой войны были сделаны существенные технологические улучшения в области радиоастрономии учёными в Европе, Австралии и США. Таким образом начался расцвет радиоастрономии, который привёл к освоению миллиметровых и субмиллиметровых длин волн, позволяющих достичь значительно больших разрешений.

## Классификация радиотелескопов
Широкий диапазон длин волн, разнообразие объектов исследований в радиоастрономии, быстрые темпы развития радиофизики и радиотелескопостроения, большое число независимых коллективов радиоастрономов привели к большому разнообразию типов радиотелескопов. Наиболее естественно классифицировать радиотелескопы по характеру заполнения их апертуры и по методам фазирования СВЧ-поля (рефлекторы, рефракторы, независимая запись полей).

### Антенны с заполненной апертурой
Антенны этого типа (см. Зеркальная антенна) похожи на зеркала оптических телескопов и являются наиболее простыми и привычными в использовании. Антенны с заполненной апертурой просто собирают сигнал от наблюдаемого объекта и фокусируют его на приёмнике. Записанный сигнал уже несет в себе научную информацию и не нуждается в синтезе. Недостатком таких антенн является низкая разрешающая способность. Антенны с заполненной апертурой можно разделить на несколько классов по форме их поверхности и методу монтирования.

#### Параболоиды вращения
Практически все антенны такого типа устанавливаются на Альт-азимутальных монтировках и являются полноповоротным. Главным их преимуществом является то, что такие радиотелескопы могут, как и оптические, наводиться на объект и вести его. Таким образом, наблюдения могут проводиться в любое время, пока исследуемый объект находится над горизонтом. Типичные представители: Радиотелескоп Грин-Бэнк, РТ-70, калязинский радиотелескоп.

#### Параболические цилиндры
Строительство полноповоротных антенн сопряжено с определёнными трудностями, связанными с огромной массой таких конструкций. Поэтому строят неподвижные и полуподвижные системы. Стоимость и сложность таких телескопов растет гораздо медленнее с их ростом размеров. Параболический цилиндр собирает лучи не в точке, а на прямой, параллельной его образующей (фокальная линия). Из-за этого телескопы данного типа имеют несимметричную диаграмму направленности и различное разрешение по разным осям. Ещё одним недостатком таких телескопов является то, что ввиду ограниченной подвижности для наблюдения им доступна только часть неба. Представители: радиотелескоп Иллинойсского университета,

Ход лучей в телескопе Нансэ

индийский телескоп в Ути.

#### Антенны с плоскими отражателями
Для работы на параболическом цилиндре требуется, чтобы на фокальной линии было размещено несколько детекторов, сигнал с которых складывается с учётом фаз. На коротких волнах это сделать непросто из-за больших потерь в линиях связи. Антенны с плоским отражателем позволяют обойтись лишь одним приёмником. Такие антенны состоят из двух частей: подвижного плоского зеркала и неподвижного параболоида. Подвижное зеркало «наводится» на объект и отражает лучи на параболоид. Параболоид концентрирует лучи в точке фокуса, где располагается приёмник. Такому телескопу доступна только часть неба для наблюдений. Представители:
радиотелескоп Крауса, Большой радиотелескоп в Нансэ.

#### Земляные чаши
Стремление удешевить конструкцию привело астрономов к мысли об использовании природного рельефа в качестве зеркала телескопа. Представителем этого типа стал 304-метровый радиотелескоп Аресибо. Он расположен в карстовой воронке, дно которой вымощено алюминиевыми листами в форме сфероида. приёмник на специальных опорах подвешивается над зеркалом. Недостатком данного инструмента является то, что ему доступна область неба в пределах 20° от зенита.

#### Антенные решётки (синфазные антенны)
Такой телескоп состоит из множества элементарных облучателей (диполей или спиралей) расположенных на расстоянии меньшем, чем длина волны. Благодаря точному управлению фазой каждого элемента, удается добиться высокой разрешающей способности и эффективной площади. Недостатком таких антенн является то, что они изготавливаются под строго определённую длину волны. Представители: радиотелескоп БСА в Пущино.

### Антенны с незаполненной апертурой
Наиболее важными для целей астрономии являются две характеристики радиотелескопов: разрешающая способность и чувствительность. При этом чувствительность пропорциональна площади антенны, а разрешение — максимальному размеру. Таким образом, самые распространенные круглые антенны дают наихудшее разрешение при той же эффективной площади. Поэтому в радиоастрономии появились телескопы с малой площадью, но большой разрешающей способностью. Такие антенны получили название антенн с незаполненной апертурой, так как они имеют «дыры» в апертуре, превосходящие длину волны. Чтобы получить изображение с таких антенн, наблюдения нужно проводить в режиме синтеза апертур. Для апертурного синтеза достаточно двух синхронно работающих антенн, расположенных на некотором расстоянии, которое называют базой. Чтобы восстановить изображение источника, нужно промерить сигнал на всех возможных базах с некоторым шагом вплоть до максимальной.
Если антенны всего две, то придется проводить наблюдение, затем менять базу, проводить наблюдение в следующей точке, опять менять базу и так далее. Такой синтез называется последовательным. По такому принципу работает классический радиоинтерферометр. Недостаток последовательного синтеза состоит в том, что он требует много времени и не может выявить переменность радиоисточников на коротких временах. Поэтому чаще применяется параллельный синтез. В нём участвует сразу много антенн (приёмников), которые одновременно проводят измерения для всех нужных баз. Представители: «Северный крест» в Италии, радиотелескоп ДКР-1000 в Пущино.
Крупные массивы типа VLA часто относят к последовательному синтезу. Однако, ввиду большого количества антенн, практически все базы уже представлены, и дополнительных перестановок обычно не требуется.
| Радиотелескопы                                                         |                                 |                                                            |                                           |                                       |                                                             |                                        |
| антенны с заполненной апертурой                                        | антенны с заполненной апертурой | антенны с незаполненной апертурой                          | антенны с незаполненной апертурой         | антенны с незаполненной апертурой     | антенны с незаполненной апертурой                           | антенны с незаполненной апертурой      |
| параллельный синтез                                                    | параллельный синтез             | параллельный синтез                                        | параллельный синтез                       | последовательный синтез               | последовательный синтез                                     | системы с независимой записью сигналов |
| рефлекторы                                                             | рефракторы                      | рефлекторы                                                 | рефракторы                                | рефлекторы                            | рефракторы                                                  |                                        |
| - параболоиды вращ. - сферические чаши - антенна Огайо - антенна Нансе | - синфазные полотна - цилиндры  | - ант. «Клевер. лист» - антенна Хорнера - АПП набл. в зен. | - решётки - кресты - кольц.ант. в Кулгуре | - АПП - перископический интерферометр | - двухэлем. интерферометр - суперсинтез Райла - система VLA |                                        |

## Список крупнейших радиотелескопов
| Расположение                                                             | Тип антенны                                                           | Размер         | Минимальная рабочая длина волны      | Год открытия |
| ------------------------------------------------------------------------ | --------------------------------------------------------------------- | -------------- | ------------------------------------ | ------------ |
| Россия, Зеленчукская, РАТАН-600                                          | Кольцо параболического рефлектора, 20 400 м²                          | 576 м          | 8 мм — 50 см                         | 1974         |
| Китай, FAST                                                              | Неподвижный сферический рефлектор с подвижным облучателем             | 500 м          | 3 см — 1 м                           | 2016         |
| Пуэрто-Рико/ США, Аресибо                                                | Неподвижный сферический рефлектор с подвижным облучателем             | 305 м          | 3 см — 1 м                           | 1963         |
| США, Грин Бэнк                                                           | Параболический сегмент с активной поверхностью                        | 110 × 100 м    | 6 мм                                 | 2000         |
| Германия, Эффельсберг                                                    | Параболический рефлектор с активной поверхностью                      | 100 м          | 4,5 мм — 74 см                       | 1972         |
| Великобритания, Чешир                                                    | Параболический рефлектор с активной поверхностью                      | 76 м           | от 6 см                              | 1957         |
| Россия, Евпатория, 40-й Отдельный командно-измерительный комплекс, РТ-70 | Параболический рефлектор с активной поверхностью                      | 70 м           | 6 см — приемник и 39 см — передатчик | 1978         |
| Россия, Уссурийск, Восточный центр дальней космической связи, РТ-70      | Параболический рефлектор с активной поверхностью                      | 70 м           | 6 см — приемник и 39 см — передатчик | 1978         |
| США, Мохава                                                              | Параболический рефлектор с активной поверхностью                      | 70 м           | 6 см                                 | 1958         |
| Австралия, Канберра, Комплекс дальней космической связи в Канберре       | Параболический рефлектор с активной поверхностью                      | 70 м           | 6 см                                 | 1965         |
| Россия, Калязинская радиоастрономическая обсерватория                    | Параболический рефлектор                                              | 64 м           | 1 см                                 | 1992         |
| Россия, Медвежьи Озёра                                                   | Параболический рефлектор                                              | 64 м           | 1 см                                 | 1958         |
| Австралия, Паркс                                                         | Параболический рефлектор                                              | 64 м           | 6 см                                 | 1963         |
| Япония, Нобеямская радиообсерватория                                     | Параболический рефлектор                                              | 45 м           | 1 мм                                 | 1969         |
| Россия, Бадары, Сибирский солнечный радиотелескоп                        | Массив антенн 128 × 128 элементов (крестообразный радиоинтерферометр) | 622 × 622 м    | 5,2 см                               | 1984         |
| Франция, Нанси                                                           | Двухзеркальный                                                        | 2 × 40 × 300 м | 11 см                                | 1965         |
| Индия, Ути                                                               | Параболический цилиндр                                                | 500 × 30 м     | 91 см                                | 1970         |
| Италия, Медичина, «Северный крест»                                       | «Т» из двух параболических цилиндров                                  | 2 × 500 × 30 м | 70 см                                | 1965         |
| Украина, Харьков, УТР-2                                                  | «Т»,С—Ю × З—В                                                         | 1860 × 900 м   | дм (8-33 МГц)                        | 1972         |